# Антошкин, Артём Сергеевич
Артём Серге́евич Анто́шкин (род. 17 декабря 1993, Белый Яр, Ханты-Мансийский автономный округ, Россия) — российский  игрок в мини-футбол. Выступает за клуб «Норильский никель» и сборную России.

## Карьера
Артём Антошкин родился в поселке Белый Яр Ханты-Мансийского автономного округа и там же начал заниматься мини-футболом в 6—7-летнем возрасте. В 2010 году, будучи учеником 10-го класса, приехал в областной центр и прошёл просмотр в дубль мини-футбольного клуба «Тюмень». За первую команду «Тюмени» начал выступать в 2011 году, однако бо́льшую часть сезона провел в клубе Высшей лиги «Ишим-Тюмень-2», забив в турнире 27 мячей в 36 матчах. В основном составе клуба прочно закрепился в сезоне 2012/13, когда сыграл 27 матчей и забил 10 голов. Тогда же игрок стал бронзовым призёром чемпионата России. По итогам сезона 2013/14, забив 19 голов в 34 играх, Антошкин стал третьим бомбардиром команды в чемпионате (после Ферран и Андрея Батырева)
.
Выступал за молодёжную сборную России. В 2013 году начал привлекаться к матчам первой сборной. В составе команды в том же году принимал участие в Гран-при в Бразилии. На турнире Артём Антошкин провёл 5 игр и забил 1 гол, а сборная заняла второе место, уступив хозяевам турнира.

## Достижения

### Командные
Тюмень
- Чемпион России по мини-футболу (1): 2018/19
- Бронзовый призёр чемпионата России по мини-футболу (1): 2012/13

 Сборная России
- Вице-чемпион Гран-при (1): 2013
- Серебряный призер Чемпионат Европы по мини-футболу (Нидерланды) (1): 2022

### Личные
- Лучший нападающий: 2018/19
- Лучший игрок (по версии СМИ): 2018/19

## Статистика
| Клуб             | Сезон            | Чемпионат | Чемпионат | Кубок | Кубок | Кубок УЕФА | Кубок УЕФА | Итого | Итого |
| Клуб             | Сезон            | Игры      | Голы      | Игры  | Голы  | Игры       | Голы       | Игры  | Голы  |
| ---------------- | ---------------- | --------- | --------- | ----- | ----- | ---------- | ---------- | ----- | ----- |
| Тюмень           | 2011/12          | 8         | 1         | 2     | 3     | -          | -          | 10    | 4     |
| Тюмень           | 2012/13          | 27        | 10        | 8     | 2     | -          | -          | 35    | 12    |
| Тюмень           | 2013/14          | 34        | 19        | 6     | 4     | -          | -          | 40    | 23    |
| Тюмень           | Всего            | 69        | 30        | 16    | 9     | -          | -          | 85    | 39    |
| Ишим-Тюмень-2    | 2011/12          | 36        | 27        | 3     | 0     | -          | -          | 39    | 27    |
| Всего за карьеру | Всего за карьеру | 105       | 57        | 19    | 9     | -          | -          | 124   | 66    |